# 15 pluviôse
15 nivôse 15 ventôse
Le quintidi 15 pluviôse, officiellement dénommé jour de la vache, est le 135e jour de l'année du calendrier républicain.
C'était généralement le 3e jour du mois de février dans le calendrier grégorien.